# 秋基揚河
秋基揚河是俄羅斯的河流，屬於維柳伊河的左支流，由薩哈共和國負責管轄，河道全長747公里，流域面積約16,300平方公里，河水主要來自融雪和雨水。